# 檸檬茶

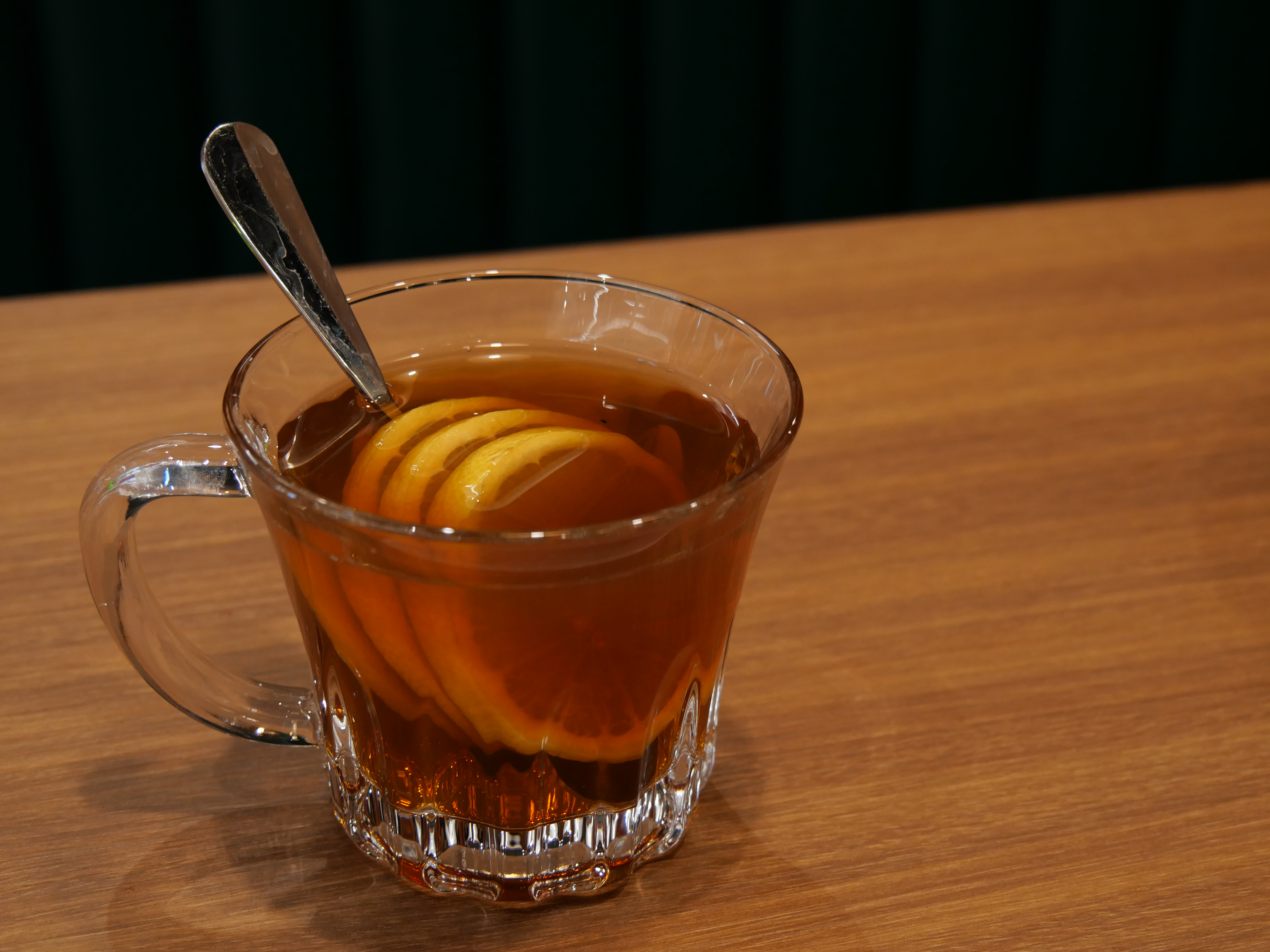
熱檸檬茶

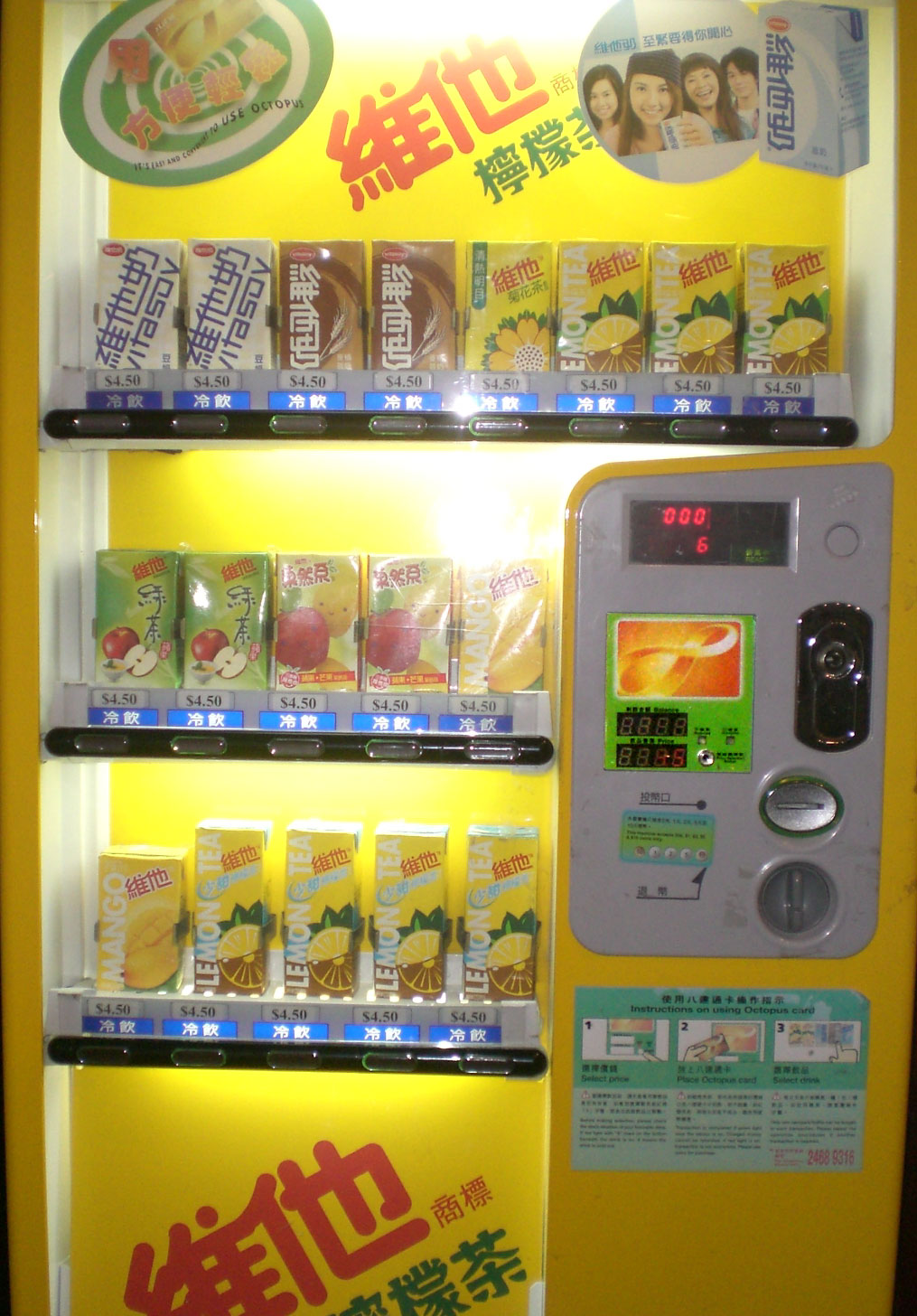
販賣檸檬茶紙包飲品的自動販賣機

檸檬茶（英語：Lemon tea），是一種以檸檬調味的茶飲品，起源於英國（有說是俄羅斯），可熱飲或冷飲。常見的檸檬茶有檸檬紅茶、檸檬綠茶等。
檸檬具有豐富的維生素C、鈣、磷、鐵、維生素B、煙酸、蘋果酸，能夠維持人體各組織和細胞質之間的生成，但喝檸檬茶時，避免與高蛋白、海鮮、牛奶同時攝取，並分開食用以避免營養衝突。

## 香港的檸檬茶
檸檬茶，在香港一般簡稱為檸茶，是香港茶餐廳及快餐店常見的飲品，它分為熱飲和冷飲兩類，熱飲稱為熱檸茶，冰飲稱凍檸茶。
客人可用配備的茶匙或飲管將檸檬摏搞以調節酸度。

### 茶餐廳中的檸檬茶
檸檬茶在香港茶餐廳中經常作為餐飲（如：早餐、午餐、快餐、下午茶餐和常餐），以飲品配以一些小吃如菠蘿包及蛋撻。

## 歷史
1904年，萬國博覽會在美國路易斯市舉行，英國紅茶商為了吸引參觀者，即興推出加了冰塊的紅茶給大家試飲；美國人靈機一動，因為當地檸檬果園農人慣用檸檬入茶共飲，於是英國加美國，弄出了世界經典的凍檸檬茶出來。

## 其他
在2007年香港中學會考中國語文科試卷二（寫作能力）中，其中一題試題為「檸檬茶」，巧合地與蕭源早前筆記中範文題目「凍檸茶」相似，被指貼中試題，引起香港社會熱烈討論。十年後蕭源因為其他事件被捕。
為了突顯檸檬茶是源自俄羅斯的飲品，從2017年起的維他檸檬茶廣告開始加入了貨郎（通稱俄羅斯方塊主題曲）作為廣告背景音樂。

## 圖片

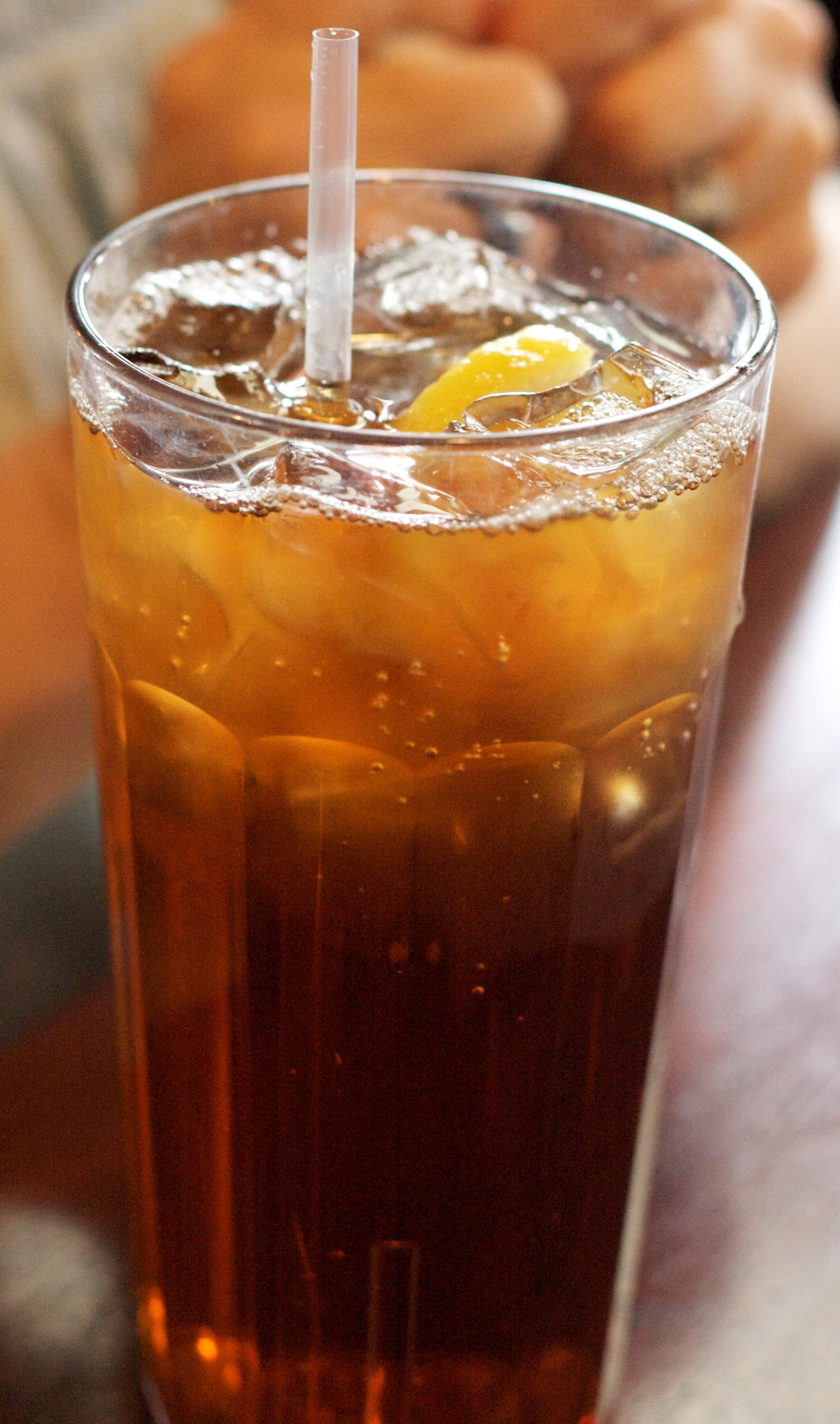
凍檸茶
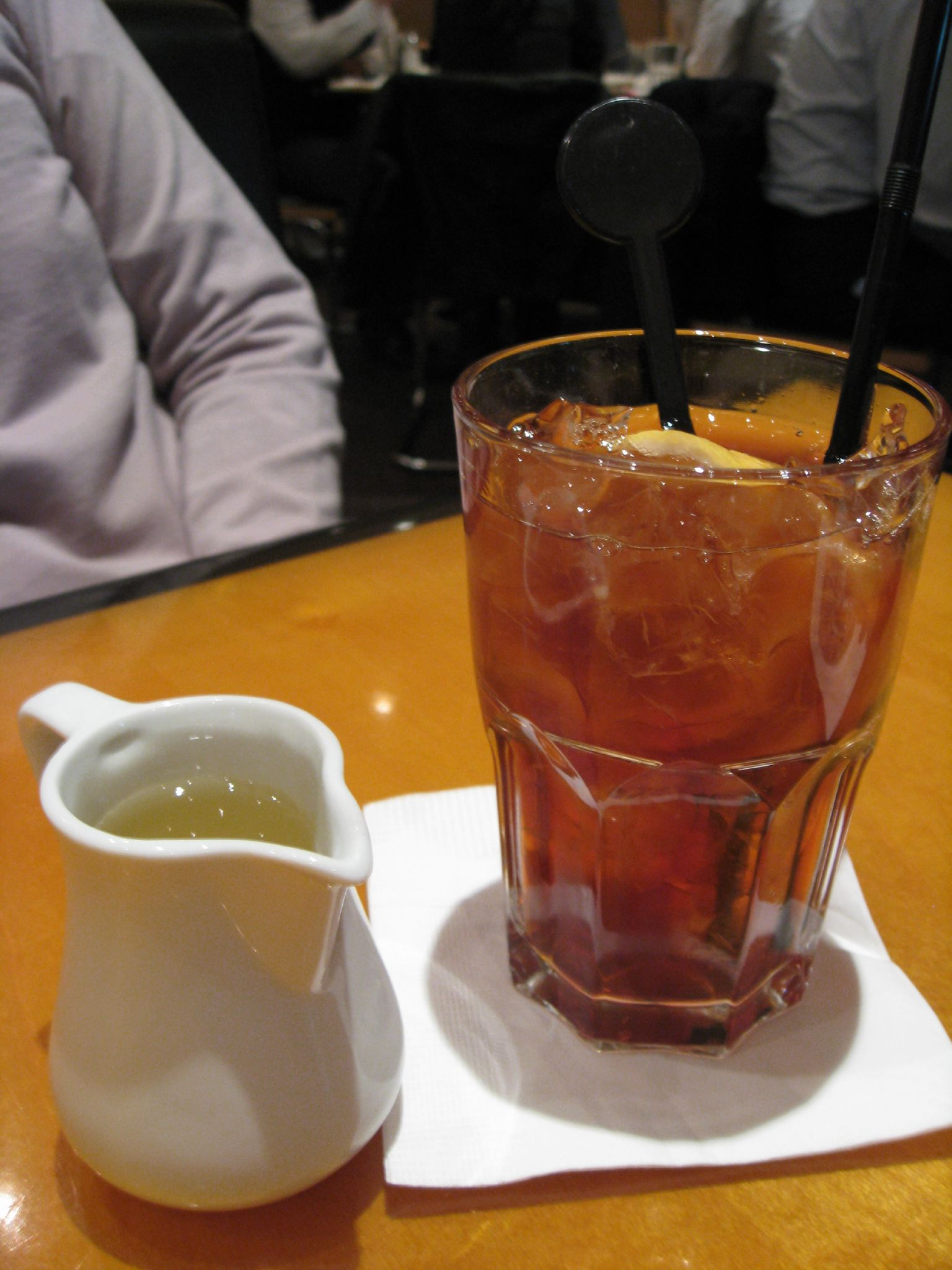
茶餐廳中的凍檸茶，有些茶餐廳會讓顧客自行按喜好加入糖漿
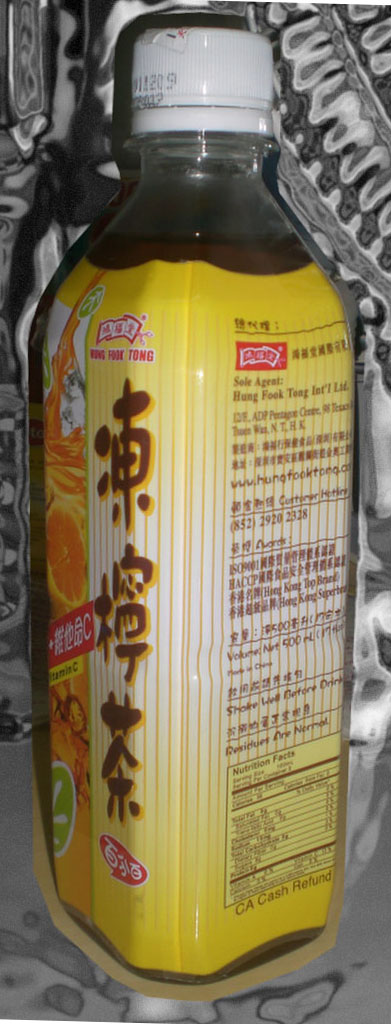
以塑膠瓶盛載出售的支裝凍檸茶